# Apagomerina ignea
Apagomerina ignea là một loài bọ cánh cứng trong họ Cerambycidae.